# Desaguadero
 Ovo je glavno značenje pojma Desaguadero. Za druga značenja pogledajte Desaguadero (razdvojba).
Desaguadero je naselje na granici Perua i Bolivije, na obali jezera Titicaca, smješten oko 86 km od La Paza. Kroz grad prolazi rijeka Desaguadero koja ujedno čini i državnu granicu.
Grad ima 2.807 stanovnika (procjena 2010.), a nalazi se na nadmorskoj visini od 3.827 m.